# Chroicocephalus
Chroicocephalus es un género de aves Charadriiformes de la familia Laridae que incluye 12 especies de gaviotas clasificadas antes en el género Larus.

## Especies
Se conocen 11 especies de Chroicocephalus, entre ellas:
- Chroicocephalus philadelphia (Ord, 1815)
- Chroicocephalus cirrocephalus (Vieillot, 1818)
  - Chroicocephalus cirrocephalus cirrocephalus (Vieillot, 1818)
  - Chroicocephalus cirrocephalus poiocephalus (Swainson, 1837)
- Chroicocephalus ridibundus (Linnaeus, 1766)
- Chroicocephalus maculipennis
- Chroicocephalus serranus (Tschudi, 1844)
- Chroicocephalus novaehollandiae
- Chroicocephalus scopulinus
- Chroicocephalus hartlaubii
- Chroicocephalus saundersi
- Chroicocephalus bulleri
- Chroicocephalus brunnicephalus
- Chroicocephalus utunui †